# خاک‌سفیددزد
خاک‌سفیددزد (نام علمی: Cimolestes) نام یک سرده از راسته خاک‌سفیددزدسانان است.